# Ines Maria Ștefănescu
Ines Maria Ștefănescu, folkbokförd som Ines-Maria Stefanescu, född 18 april 2001, är en svensk professionell dansare.

## Biografi
Ștefănescu har sedan sin studentexamen år 2020 ägnat sig åt att arbeta med dans på heltid. Hon har efter detta hållit på med väldigt mycket tävlingsdans, detta tillsammans med danspartnern Axel Jehrlander. Hon har också blivit en fjortonfaldig svensk mästare i grenen tiodans.

## Let's Dance
Ștefănescu anslöt sig som dansare/danslärare under 2023 års upplaga av TV-programmet Let's Dance, som sedan programstarten år 2006, sänds på TV-kanalen TV4. Väl under sin debut i programmet, så fick hon uppdraget att agera som danspartner åt youtubern och komikern Hampus Hedström, som hon dessutom även kom att vinna hela säsongen med, under dess säsongsfinal den 27 maj samma år. Hon kommer även att medverka i programmet under våren 2025, denna gång som danspartner åt programledaren Rickard Olsson.

## Insatser i Let's Dance (2023–2025)
| Säsong    | Danspartner     | Placering |
| --------- | --------------- | --------- |
| Säsong 18 | Hampus Hedström | 1:a       |
| Säsong 19 | Rickard Olsson  | TBA       |